# Paul Benjamin (acteur)
Pour les articles homonymes, voir Paul Benjamin et Benjamin.
Paul Benjamin est un acteur américain, né le 4 février 1938 à Pelion, en Caroline du Sud, et mort le 28 juin 2019 à Los Angeles.

## Filmographie
- 1969 : Macadam Cowboy de John Schlesinger
- 1972 : Meurtres dans la 110e Rue (Across 110 the street) de Barry Shear
- 1973 : Le Shérif ne pardonne pas (The Deadly Trackers) de Barry Shear : Jacob
- 1975 : Distance d'Antony Lover
- 1979 : L'Évadé d'Alcatraz de Don Siegel : English
- 1989 : Do the Right Thing de Spike Lee
- 1991 : Le Proprio : Gilliam
- 1997 : Rosewood de John Singleton : James Carrier
- 1997 : Hoodlum de Bill Duke : Whispers
- 2000 : Bad Intentions
- 2003 : Le Chef de gare (The Station Agent) de Thomas McCarthy : Henry Styles

## Télévision
- 1975 : Starsky et Hutch (saison 1, épisode 5) : Burke
- 1977 : Kojak (saison 4, épisode 16) : Willie Daniels
- 1993 : Côte Ouest (2 épisodes) : Mr. Carter
- 1994-2002 : Urgences (3 épisodes) : Al Ervin
- 2004 : The Shield (saison 3, épisode 9) : Perry
- 2005 : New York, police judiciaire (saison 14, épisode 6) : Lonnie Jackson